# Vaunoise
Vaunoise är en kommun i departementet Orne i regionen Normandie i nordvästra Frankrike. Kommunen ligger i kantonen Bellême som tillhör arrondissementet Mortagne-au-Perche. År 2022 hade Vaunoise 95 invånare.

## Befolkningsutveckling
Antalet invånare i kommunen Vaunoise
| Referens: INSEE |